# اسلاویشا یوکانویچ
اسلاویشا یوکانوویچ (سیریلیک صربی: Славиша Јокановић؛ زادهٔ ۱۶ اوت ۱۹۶۸) بازیکن سابق فوتبال اهل جمهوری فدرال سوسیالیستی یوگسلاوی و سرمربی کنونی فوتبال اهل صربستان است.

## عناوین باشگاهی در مقام سرمربی
این مربی در مجموع سابقه کسب پنج جام (لیگ و حذفی) را در کارنامه خود دارد که این عناوین را به ترتیب در صربستان با تیم پارتیزان بلگراد و در تایلند با تیم موانگتونگ یونایتد کسب کرده است؛ همچنین موفق شده دو تیم واتفورد و فولهام را از لیگ چمپیونشیپ انگلیس به لیگ برتر آن کشور بالا بیاورد.

## عناوین فردی به عنوان سرمربی
— مربی ماه چمپیونشیپ انگلستان (۲ بار)، یک مرتبه هنگام هدایت واتفورد در سال ۲۰۱۵  و بار دیگر با هدایت فولهام در سال ۲۰۱۸ 
— مربی سال لیگ تایلند 

## خبرسازی
یوکانوویچ در سال ۲۰۱۸ برای جانشینی آنتونیو کونته مد نظر سران چلسی قرار گرفته بود. 

## شهرت و سبک مربیگری
روزنامه دیلی میل این مربی را اینگونه توصیف میکند: در رختکن شخصیتی رهبر دارد و فوتبال هجومی را می‌پسندند. 
همچنین این مربی به عنوان یک تاکتیسین، بدلیل ذکاوت تاکتیکی و توانایی تهییج بازیکنان در شرایط بحرانی مورد توجه بوده است.
در آگوست ۲۰۱۸ هنگامیکه فولهام را در لیگ برتر انگلیس هدایت میکرد، پیش از دیداری سخت با تاتنهامِ پوچتینو از وی سوال شد که آیا تیمش در این دیدار همچنان بر فوتبالِ مبتنی بر پاس‌ اصرار خواهد کرد؟ و یوکانوویچ اینگونه پاسخ داد: «ما تلاشمونو میکنیم و باور داریم که برای کامیابی، بهترین سبک فوتبال بازی کردن، همین است. شاید شما معتقد باشید که ما باید توپ رو به حریف بدیم و در جلوی محوطهٔ خودی تجمع کنیم و تلاش کنیم تا بازی با نتیجهٔ صفر - صفر تمام شود، اما من مطمئنم نیستم که این بهترین نقشهٔ ممکن برای ما باشد» ؛ در نهایت فولهام آن مسابقه را با چیدمان پایهٔ ۳-۳-۴ به میدان رفت و با نتیجه ۱-۳ مغلوب اسپرز شد. تک گل تیم یوکانوویچ را هموطن صرب او الکساندر میتروویچ به ثمر رساند.

## وضعیت کنونی
پس از دو تجربه ناموفق و کوتاه مدت با شفیلد یونایتد در چمپیونشیپ انگلستان و با دینامو مسکو در لیگ روسیه، و در مجموع با وجود طی نشدن نصف بیشتر مدت قراردادش با این دو تیم، به موجب برآورده نشدن انتظار باشگاه های مذکور از همکاری با وی، بصورت توافقی از این تیمها جدا شد و اکنون (ابتدای سال ۲۰۲۵) یک و نیم سال است که با وجود دریافت پیشنهاد، هدایت تیمی را نپذیرفته و منتظر دریافت پیشنهادی است که برای تکامل مسیر سرمربیگری اش، گزینه ای مناسب و متقاعد کننده بنظر برسد. 

## پیشینه باشگاهی به عنوان بازیکن
در انتهای دوران بازی و در نقطه اوج کارنامه اش، دو فصل را با شماره ۱۰ زیر نظر کلودیو رانیری در چلسی سپری کرد. دورانی که خودش در مورد آن می‌گوید: «در بهترین فرم فوتبالی ام قرار نداشتم اما باز هم راضی ام... وقتی به چلسی پیوستم، رانیری مربی شده بود. منو از زمانیکه در لیگ اسپانیا بازی میکردم می‌شناخت... من با مربی های زیادی کار کردم اما رانیری بیشترین تاثیر رو در دوران حرفه ای ام داشته... از اون مربی هایی بود که میشد نکات بسیاری ازش آموخت‌... وقتی به چلسی رفتم ۳۱ ساله بودم و از نظر فیزیکی شرایطم برای بازی در اون سطح پیچیده و دشوار بود. اما از دوران حضورم چه در شهر لندن و چه در باشگاه لذت بردم. بیش از پنجاه بار در رقابت های مختلف براشون به میدان رفتم... آدم مثبتی هستم و همیشه سعی میکنم نیمهٔ پر لیوان رو ببینم.» 
از باشگاه‌های دیگری که در آن بازی کرده‌است می‌توان به تنریف، دپورتیوو لاکرونیا، باشگاه فوتبال وویوودینا و باشگاه فوتبال پارتیزان بلگراد اشاره کرد.

## تیم ملی
وی همچنین بازیکن تیم ملی فوتبال یوگسلاوی در یورو ۲۰۰۰ و از بازیکنان این تیم در جام جهانی ۱۹۹۸ بود که مقابل ایران هم به میدان رفت. 